# Црква Успења Пресвете Богородице у Ориду
Црква Успења Пресвете Богородице у Ориду, насељеном месту на територији града Шапца, подигнута је 1872. године. Припада Епархији шабачкој Српске православне цркве.

## Историја
У турском попису из 1548. године у селу О(х)риду помиње се „попов виноград”, чији је порез износио 130 акчи. Црква се не спомиње, а није ни сигурно ни то да је поп био власник поменутог винограда. Једино се зна да се мештани села служили црквама у суседним местима.
Прво помињање цркве у селу је у путопису Јоакима Вујића који је, 1826. године, путовао од Шапца према Београду, где је видео малу цркву, начињену од дасака. На натпису на часној трпези која и сада постоји, наводи се да је грађена 1818. године и да је цркву градио кнез Нинко Милошевић из Јаловика. У попису по налогу кнеза Милоша Обреновића из 1936. године се наводи да је црква грађена 1819. године, да ју је градило дванаест села и да није имало звоно, али да је имало свете мошти у дрвеном ћивоту непознатог светитеља. Године 1838. године, Миша Поповић је градио звонару и црква је постојала до 1904. године, када је срушена због дотрајалости.

## Садашња црква
Садашња црква је саграђена 1872. године, са основом у облику уписаног крста, са три кубете и високим торњем. За време Првог светског рата је доста пострадала, док је иконостас постављен тек 1933. године, када је вршена обнова цркве.